# FK Čelik Nikšić
FK Čelik Nikšić är ett fotbollslag från Montenegro.

## Meriter
- Druga liga (1): [1]
2012

## Placering tidigare säsonger
| Säsong    | Nivå | Liga       | Placering | Referens | Notering                  |
| --------- | ---- | ---------- | --------- | -------- | ------------------------- |
| 2006/2007 | 2    | Druga liga | 10        | [ 2 ]    |                           |
| 2007/2008 | 2    | Druga liga | 2         | [ 3 ]    |                           |
| 2008/2009 | 2    | Druga liga | 10        | [ 4 ]    |                           |
| 2009/2010 | 2    | Druga liga | 8         | [ 5 ]    |                           |
| 2010/2011 | 2    | Druga liga | 8         | [ 6 ]    |                           |
| 2011/2012 | 2    | Druga liga | 1         | [ 7 ]    | Uppflyttad till Prva liga |
| 2012/2013 | 1    | Prva liga  | 3         | [ 8 ]    |                           |
| 2013/2014 | 1    | Prva liga  | 3         | [ 9 ]    | Nedflyttad till 3. liga   |